# За Саймой (парк)
Парк «За Саймой» (второе название — парк Сайма) — парк в центральной части города Сургута, ХМАО. Расположен на площади 65 га.

## Местоположение и описание
Парк с севера примыкает к Университетской улице, с востока — к Пролетарскому проспекту, а с двух других сторон ограничен рукавами реки Саймы. Преобладающая древесная порода — сосна.
В парке есть небольшой парк аттракционов и игровая площадка. По экомаршруту «В гости к лесовичку» ходит мини-паровозик «Весёлая радуга» для дошколят. На «станциях» установлены деревянные скульптуры.

В начале 1990-х годов будущий парк был захламлённым участком леса. В начале 2000-х годов на территории был запланирован ботанический сад. Под него было отведено 15 гектаров, была построена дорожно-тропиночная сеть. Был оставлен участок под будущие административные помещения и оранжерею. Создание ботсада должен был финансировать Сургутский государственный университет, но в последовавшие годы вуз не находил денег на реализацию проекта.
12 июля 2013 года было принято постановление Правительства Ханты-Мансийского автономного округа — Югры № 245-п «О концепции развития и функционирования системы особо охраняемых природных территорий Ханты-Мансийского автономного округа — Югры до 2020 года». Концепция предусматривала присвоение статуса особо охраняемой территории той территории, что будет выбрана для создания Ботанического сада.
Планировалось, что к 1 января 2018 года ботсад начать функционировать в новом статусе. В числе ответственных за исполнение — администрация Сургута и СурГУ. Однако в октябре 2017 года на совещании о судьбе парка и ботанического сада глава города Вадим Шувалов заявлял: «По состоянию на текущую дату в отношении земельного участка отсутствует решение соответствующего органа власти о создании ботанического сада, отсутствует положение о ботаническом саде, территория земельного участка не включена в государственный кадастр ООПТ». Городские власти предлагали разместить на площади парка зону развлечений и отдыха, возможно, ещё питомник для выращивания саженцев, участок для чисто научных целей, хозяйственный сектор. При этом заинтересованный в создании ботсада и научно-экспериментальной базы университет выражал готовность участвовать только в научной работе, но не в создании сада. Незадолго до совещания при прокладке кабеля были уничтожены 2 липы и 6 дубов. Редкие для Сургута виды были высажены в 2005 году экологами СурГУ для будущей дубовой аллеи в другой части парка.

## Реконструкция
В сентябре-октябре 2019 года горожане в онлайн-голосовании выбирали приоритетную зону отдыха для грядущей реконструкции — победителем стал парк «За Саймой». Администрация Сургута планирует начать благоустройство парка в 2020 году. Ориенировочная стоимость проекта может быть в районе 800 млн рублей. Средства пойдут на обновление тротуарной сети, отдельных дорожек для велосипедистов, создание самого северного ботанического сада в России, образовательного центра для дошкольников и школьников, бассейна под открытым небом, кафе, скейтпарка, летнего кинотеатра и т. п. Также предполагается обустройство береговой линии реки и создание ботанического сада. Детальный проект реконструкции парка должен быть готов к марту 2020 года, а решение о выделении средств на реализацию проекта федеральное министерство финансов и правительство Югры должны принять до конца 2019 года.